# Santo Domingo (Chile)
Santo Domingo é uma comuna da província de San Antonio, localizada na Região de Valparaíso, Chile. Possui uma área de 536,1 km² e uma população de 7.418 habitantes (2002).